# 大住
大住（おおすみ）は秋田県秋田市にある地域名。郵便番号は010-1436他。大住一丁目から四丁目、大住南一丁目から三丁目までで構成される。

## 地理
秋田市南部に位置する。かつては二ツ屋潟などの湖沼や田畑が広がっていたが、現在はほぼ全域が住宅地になっている。北西方向で牛島、南西方向で仁井田と接する。大住と大住南の間には仁井田西潟敷が挟まっている。

### 河川
- 猿田川
- 古川

## 歴史

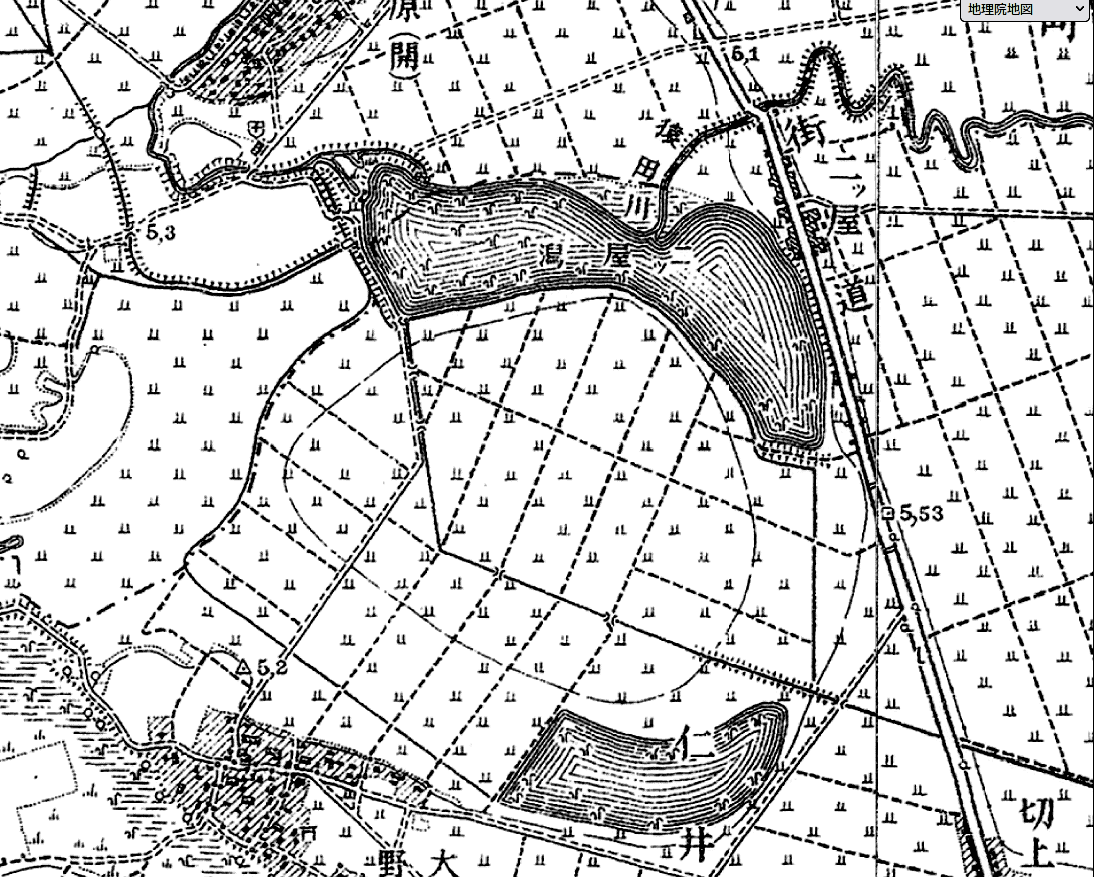
1912年の大住付近

出羽国豊島郡仁井田村の一部として成立。二ツ屋潟という大きめの湖沼だった範囲が大きく、三湖伝説に登場する龍・八郎太郎が八郎潟と田沢湖を往復する際、中休みで一泊する地との伝説があった。
- 1954年（昭和29年）10月1日 - 仁井田村が南秋田郡太平村・外旭川村・飯島村・下新城村・上新城村、河辺郡浜田村・豊岩村・四ツ小屋村・上北手村・下北手村、由利郡下浜村とともに秋田市へ編入される。
- 1976年（昭和51年）
  - 4月1日 - 秋田太陽幼稚園・ベビー園が開園。
  - 5月1日 - 住居表示実施に伴い仁井田・牛島の一部が大住となり独立する。
- 2019年（令和元年）7月1日 - 住居表示実施に伴い仁井田・牛島の一部が大住南となり独立する[4]。

### 町名の変遷
以下はすべて住居表示実施に伴う変更。
| 実施後                                  | 実施年月日     | 実施前（各字名ともその一部）             |
| --------------------------------------- | -------------- | ---------------------------------------- |
| 大住一丁目 おおすみいっちょうめ         | 昭和51年4月1日 | 牛島字庚塚 うしじま あざかのえづか       |
| 大住一丁目 おおすみいっちょうめ         | 昭和51年4月1日 | 仁井田字潟中島 にいだ あざかたなかじま   |
| 大住二丁目 おおすみにちょうめ           | 昭和51年4月1日 | 牛島字庚塚 うしじま あざかのえづか       |
| 大住二丁目 おおすみにちょうめ           | 昭和51年4月1日 | 仁井田字潟中島 にいだ あざかたなかじま   |
| 大住三丁目 おおすみさんちょうめ         | 昭和51年4月1日 | 仁井田字潟中島 にいだ あざかたなかじま   |
| 大住四丁目 おおすみよんちょうめ         | 昭和51年4月1日 | 仁井田字潟中島 にいだ あざかたなかじま   |
| 大住南一丁目 おおすみみなみいっちょうめ | 令和元年7月1日 | 牛島字東潟敷 うしじま あざひがしかたしき |
| 大住南一丁目 おおすみみなみいっちょうめ | 令和元年7月1日 | 仁井田字西潟敷 にいだ あざにしかたしき   |
| 大住南二丁目 おおすみみなみにちょうめ   | 令和元年7月1日 | 仁井田字西潟敷 にいだ あざにしかたしき   |
| 大住南三丁目 おおすみみなみさんちょうめ | 令和元年7月1日 | 仁井田字西潟敷 にいだ あざにしかたしき   |
| 大住南三丁目 おおすみみなみさんちょうめ | 令和元年7月1日 | 仁井田字新中島 にいだ あざしんなかじま   |

## 施設

### 大住
- 秋田太陽幼稚園・ベビー園
- 秋田県営大野住宅
- 潟中島街区公園
- 潟中島第一街区公園
- 潟中島第二街区公園

### 大住南
- 秋田市大住地区コミュニティセンター
- 仁井田西潟敷第一街区公園
- 仁井田西潟敷第二街区公園
- 牛島東潟敷第七街区公園
- 仁井田新中島第一街区公園

## 教育

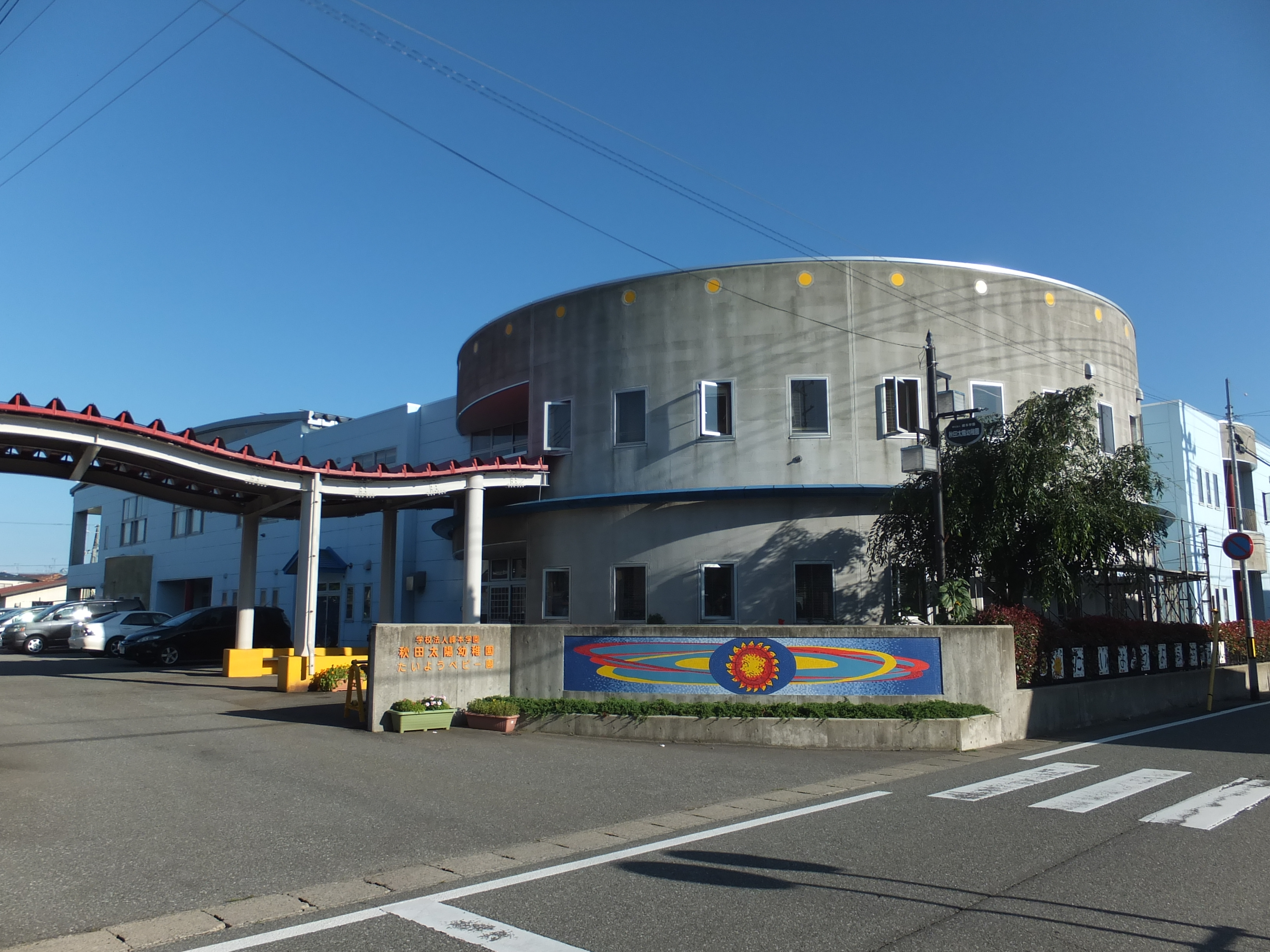
秋田太陽幼稚園・ベビー園

- 秋田太陽幼稚園・ベビー園

### 学区
当地内に小中学校はなく、ほとんどの地域が秋田市立大住小学校（仁井田）と秋田市立城南中学校の学区となっている。
ただし、大住南三丁目の一部地域では秋田市立仁井田小学校と秋田市立御野場中学校が指定変更学校となっている。

## 交通

### 鉄道
地区内に鉄道は通っていない。最寄り駅は牛島西一丁目にあるJR東日本羽越本線の羽後牛島駅。

### バス
- 秋田中央交通
  - 系統550｜大住みなみ野団地線
    - （牛島市営住宅前） - 大住団地入口 - 大住二丁目 - 大住三丁目 - 大住団地 - 大住小学校入口 - みなみ野入口 - 大住コミュニティセンター入口 - 牛島西四丁目

### 道路
- 秋田市道南部中央線
- 秋田市道小中島西潟敷線